# کوبزا
کوبزا (اوکراینی: кобза) که هم چنین به نام باندورکا (اوکراینی: бандурка) نامیده می‌شود یک ساز محلی اوکراینی از دستهٔ لوت‌ها (هورن‌بوستل-زاکس شماره طبقه‌بندی ۶+۵–۳۲۱٫۳۲۱) است که از وابستگان ماندورا در اروپای مرکزی می‌باشد. هرچند واژه کوبزا، هم چنین برای برخی از سازهای اروپای شرقی متفاوت با کوبزای اوکراینی به کار گرفته می‌شود.